# Сай (клинок)

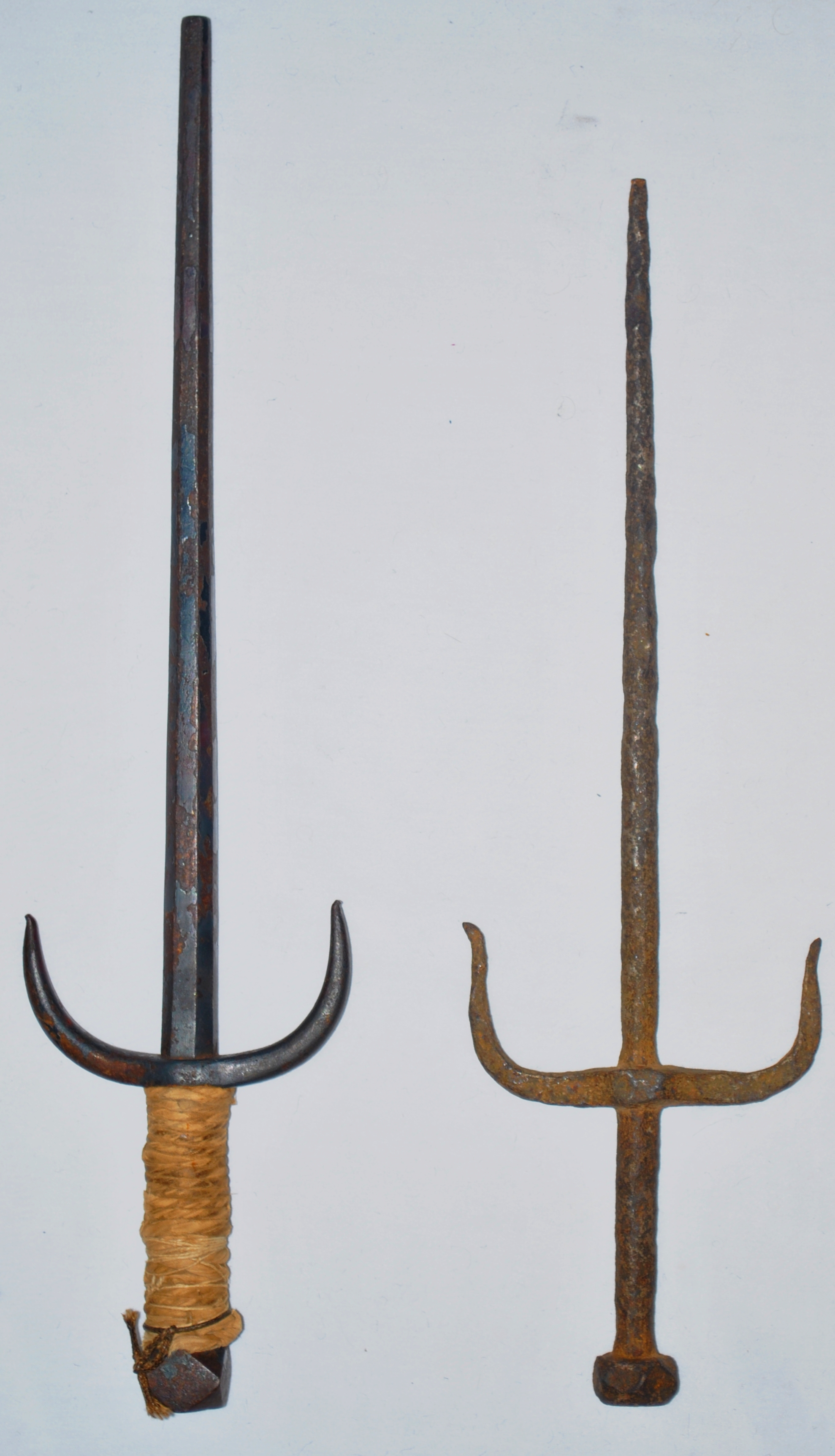
Пара кинджалів сай

Сай (яп. 釵) — традиційна японська холодна зброя, що належить до групи ударно-колючої зброї. Має характерну форму тризубця з подовженим центральним лезом і двома коротшими бічними відростками (翼 — йоку), що загнуті вперед. Найчастіше використовується у парі або тріо, як допоміжна або основна зброя у бойових мистецтвах.

## Походження
Хоча сай традиційно асоціюється з Японією, його корені, ймовірно, сягають Китаю, Індонезії або Індії. Подібні конструкції зустрічаються в різних азійських культурах. У японській культурі сай отримав розвиток на острові Окінава, де був адаптований як зброя в системі бойових мистецтв окінавського кобудо.

## Конструкція
Сай виготовляється з металу та має такі основні частини:
- Моноу́чі (物打) — центральний загострений штир (не завжди з лезом);
- Йоку (翼) — бічні гілки, що вигнуті вперед, утворюючи форму тризубця;
- Цука (柄) — руків’я, часто обмотане шкірою або шнуром для зручності тримання;
- Цукаґасіра (柄頭) — навершя руків’я, яке може використовуватись для ударів.

Сай, як правило, не має ріжучої кромки, натомість призначений для блокування, колючих ударів, утримання або роззброєння противника.

## Використання в бойових мистецтвах
Сай традиційно використовують у техніках оборони та нападу, особливо ефективно — проти меча або палиці. Зброя дозволяє блокувати атаки, здійснювати удари, виконувати захвати. У бойовій практиці часто застосовується пара сай або три одиниці (одна — у руці, дві інші — в поясі).
Сай є невід’ємною частиною таких бойових шкіл, як:
- Кобудо — окінавська система зброєвих бойових мистецтв;
- Карате — у деяких стилях карате (наприклад, Сьорін-рю) сай вивчається як додаткова зброя.

## У популярній культурі
Сай став популярним завдяки фільмам, серіалам та коміксам. Наприклад, одним із найвідоміших вигаданих персонажів, що використовує сай, є Рафаель — герой серії «Підлітки мутанти черепашки-ніндзя».